# Lophoptera illucida
Lophoptera illucida är en fjärilsart som beskrevs av Walker 1865. Lophoptera illucida ingår i släktet Lophoptera och familjen nattflyn. Inga underarter finns listade i Catalogue of Life.